# Broxbourne (borough)
Broxbourne – dystrykt w hrabstwie Hertfordshire w Anglii.

## Miasta
- Broxbourne
- Cheshunt
- Hoddesdon
- Waltham Cross

## Inne miejscowości
Goffs Oak, Wormley.